# Allyson Robinson
Allyson Dylan Robinson é uma ativista norte-americana, especializada pelos direitos humanos LGBT nos Estados Unidos. Ela frequentou a Academia Militar antes da redesignação de gênero, formou-se em 1994 com especialização em física e foi então comissionada como oficial servindo no Exército dos EUA até 1999. Ela ocupou o posto de capitã. Também antes da transição, ela se tornou uma ministra batista ordenada, ocupando o Seminário Teológico George W. Truett, da Universidade Baylor, além do Mestrado em Divindade (M.Div).
Em 2008, juntou-se à Human Rights Campaing (HRC), supervisionou o programa da CDH para criar currículos modelo para a formação em diversidade LGBT no local de trabalho e foi promovida a directora executiva em 2012.
Posteriormente, começou um curto mandato controverso como a primeira diretora executiva da OutServe-SLDN, uma rede de militares LGBT em serviço ativo, após a fusão da OutServe e da Servicemembers Legal Defense Network em outubro de 2012. Ela foi a primeira pessoa transgênera a liderar uma organização nacional de direitos LGBT que não tinha um foco transgênero explícito.

## Carreira
Antes da transição, Robinson gradou-se em física na Academia Militar e formou-se em 1994. Mais tarde, fez um estágio no Laboratório Nacional de Los Alamos e então comandou uma unidade de mísseis Patriot na Europa e no Oriente Médio antes de deixar o Exército dos EUA em 1999. Depois disso, tornou-se uma ministra batista ordenada, obtendo um mestrado em teologia com ênfase em justiça social pelo Seminário Teológico George W. Truett da Universidade Baylor em 2007. Após a transição para o presente como mulher em 2007, em 2008 ela visitou West Point e discursou para alguns cadetes.
Em 2008, ingressou na Fundação HRC, onde, como primeira vice-diretora de Programas para Funcionários, supervisionou o programa da HRC para criar currículos modelo para treinamento em diversidade LGBT no local de trabalho. Permaneceu lá antes de assumir o cargo de diretora executiva em 2012.
Ela foi membro do conselho de diretores de vários grupos de defesa, incluindo a Fundação Internacional para a Educação de Gênero, a Associação de Batistas Acolhedores e Afirmativos e Knights Out.
Em outubro de 2012, ela se tornou a primeira diretora executiva da OutServe-SLDN, uma rede de militares LGBT em serviço ativo, após a fusão da OutServe e da Servicemembers Legal Defense Network. Ela foi a primeira pessoa transgênero a liderar uma organização nacional de direitos LGBT que não tem um foco transgênero explícito.
O grupo estava em processo de perder grande parte de sua base de financiamento após a revogação oficial em setembro de 2011 do Don't Ask, Don't Tell (DADT), a política oficial dos Estados Unidos sobre a proibição e expulsão de gays servindo nas forças armadas, promulgada em 1993. Robinson foi encarregada de unir os dois grupos anteriores e reformular um orçamento cada vez menor, tendo que demitir metade da equipe dos novos grupos. Nove meses após contratá-la, o conselho da OutServe-SLDN anunciou que estava falida e teve que fechar sua sede em Washington DC; no mesmo dia, Robinson anunciou que sua renúncia como diretora executiva entraria em vigor no dia seguinte, 12 de julho de 2013.
Em 2014, a Igreja Batista do Calvário em Washington a ordenou ao ministério do evangelho.

## Vida pessoal
Robinson é casada com sua colega de West Point, Danyelle Juel (Wambach) Robinson, desde 1994. Eles têm quatro filhos. Em algum momento, Robinson pensou em suicídio. Ela afirma que um anjo do Senhor chamado Razão a convenceu a não se matar.

## Obras publicadas
- Robinson (maio–junho de 2010). «The transgender patient and your practice: what physicians and staff need to know». J Med Pract Manage (em inglês). 25 (6): 364–7. ISSN 8755-0229. PMID 20695249
- Robinson (outono de 2005). «Karl Barth's Theology of Church Unity» (PDF). Truett Journal of Church and Mission (em inglês). 3: 52–66. ISSN 1543-3552. Consultado em 26 de julho de 2025